# فرانک کیث سیمونز
فرانک کیث سیمونز (انگلیسی: Frank Keith Simmons; ۲۱ فوریهٔ ۱۸۸۸ – ۲۲ سپتامبر ۱۹۵۲) فرد نظامی اهل مالزی بود. وی همچنین برندهٔ جوایزی همچون صلیب نظامی شده‌است.